# 土壌学

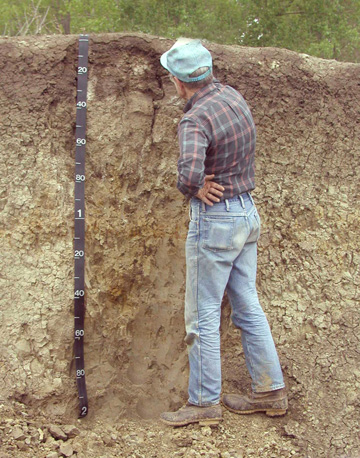
土壌の調査風景

土壌学（どじょうがく、英語: Soil science）は、地球の表層にある、天然資源としての土壌についての学問分野である。土壌学では、土壌生成 (ペドジェネシス)、土壌分類、土壌パターンのマッピングなどを研究対象とし、物理学、化学、生物学、資源価値などといった側面からのアプローチが行われる。特に資源価値の側面からは、土壌の利用や管理についても研究される。
土壌学の主な分野として、土壌の構造や化学的特性、形態、分類を扱うペドロジーと、生物（特に植物）による土壌の影響を扱う栽培土壌学という2つの分野がある。どちらも土壌学の一分野であるが、これらの分野名は土壌学という分野と特に区別されずに用いられることもある。土壌学は、土壌学を専門とする土壌学者のみが研究対象としているわけではなく、工学者、農耕学者、化学者、地理学者、生物学者、生態学者、微生物学者、林学者、公衆衛生学者、考古学者、また地域計画の専門家など、さまざまな分野の研究者が土壌学の発展に貢献している。

## 概要

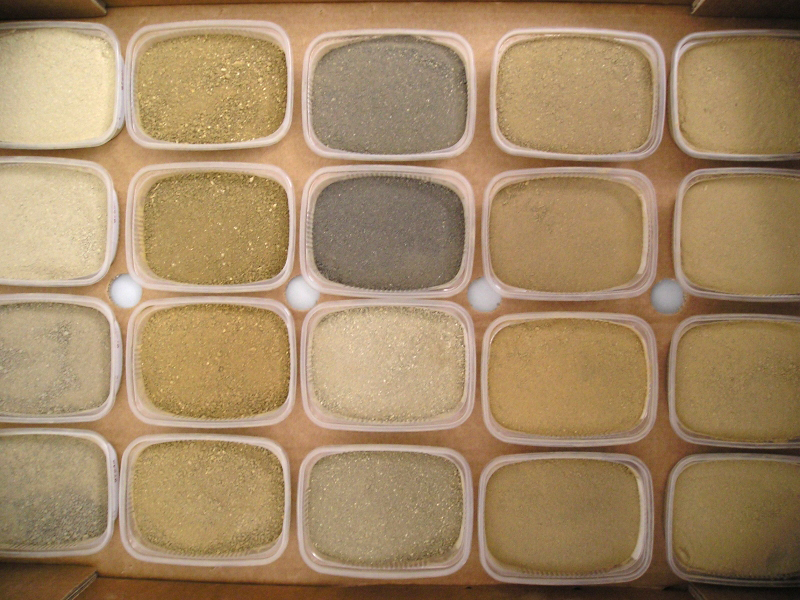
さまざまな土壌

土壌学の主要な分野であるペドロジーと栽培土壌学の双方で、土壌は地球を構成する層の一つである土壌圏を構成しているものとして扱われる。ペドロジーは土壌の自然科学的な性質を研究する分野であり、栽培土壌学は土壌の利用について研究を行う分野である。どちらの分野も物理学、化学、生物学などの手法を組み合わせて研究がおこなわれる。土壌圏をとりまく生物圏、大気圏、水圏の間には膨大な相互作用が存在するため、土壌だけに注目するのではなく、より統合的な視点を持って研究を行うことが重要である。そのような視点で見ると、学際領域としての土壌学の側面が浮かび上がってくる。
土壌利用という目的や、土壌への純粋な好奇心によって土壌学の研究がすすめられ、土壌資源の多様性やダイナミクスについて、日々新たな知見が示されている。また、地球温暖化への関心の高まりもあって、気候変動や温室効果ガス、炭素隔離といった事柄と土壌との関係を調べるための、新しい研究手法が必要とされている。さらに、地球の生物多様性の維持や、化石人類の文化研究などの分野においても土壌の知見が必要とされており、土壌についてのさらなる理解が求められている。

## 土壌調査

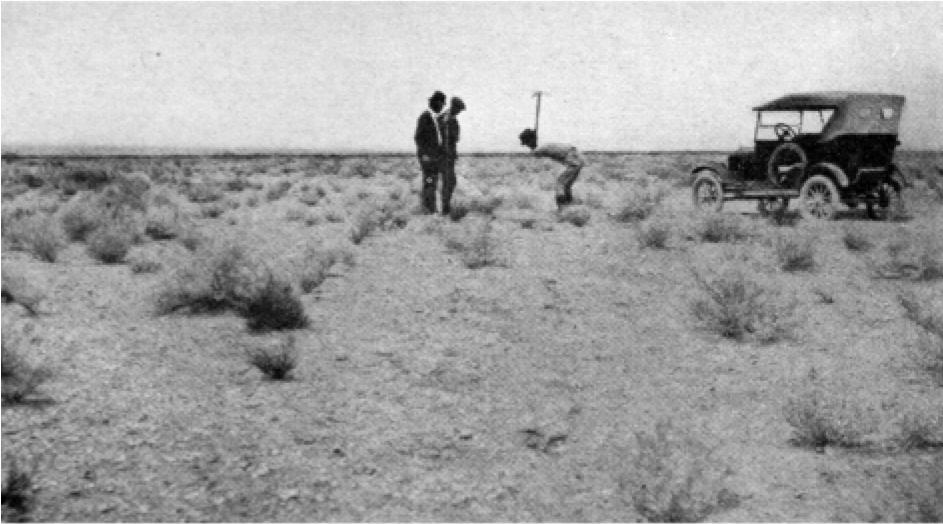
土壌調査の風景(1923年)

土壌の知見のうちもっとも経験的に得られるものは、土壌調査（土壌マッピング）による知見である。土壌調査によって地質やその他の特徴が調査され、マッピングされることで、土壌の基本的な分類体系の確立や土壌性質の推測、土壌利用などに役立てられている。古典的には、土壌はそれぞれの特徴から大きく5種に分類され、地形学や自然地理学、また土地利用パターンや植生分析などに役立てられる。土壌調査は、通常フィールドワークによって行われるが、リモートセンシングによってデータを収集することもある。

## 分類

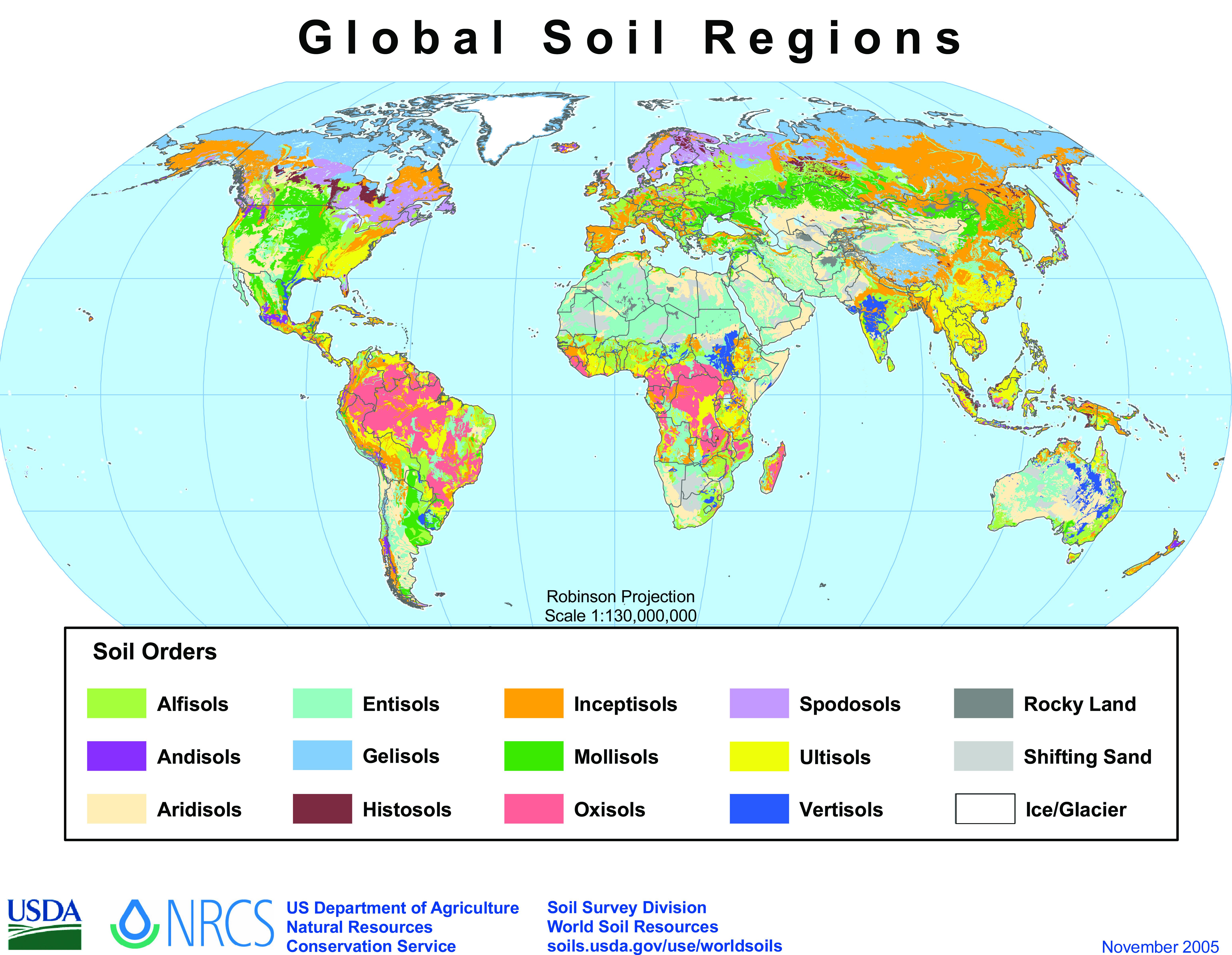
USDAによる、地球の土壌分布図

1994年に、土壌分類の基準として世界土壌資源照合基準（WRB、世界土壌資源照合基準）が提案され、それ以前から国際連合食糧農業機関が示していたFAO分類方式に代わって用いられる基準となった。
WRBはUSDA土壌分類などの分類体系を参考にして作成された。土壌は主に土壌形態（土壌生成と表現される）に基づいて分類されている。WRBがUSDA土壌分類と大きく異なる点として、気候が土壌の特性に影響を与えていない限り、気候を分類の指標としないことが挙げられる。
またこれらの土壌分類体系以外にも、各土地固有の体系など多くの分類体系が存在する。各分類体型は、土壌の特徴をもとに各土壌に独自の名前を与えるものや、利用形態にあわせた分類（例えば日本の統一的土壌分類体系）などがある。

## 歴史
気候や生物の影響を受けて土壌が生成されるという近代土壌学の概念を最初に提唱したのは、ロシアの地質学者、ワシーリー・ドクチャーエフである。ドクチャーエフは自らの論文中で、土壌生成因子として母材（土壌の元となる材料）、気候、生物、地形、時間の5つを挙げており、土壌を植物への養分供給源としてとらえる、といった一面的な考え方が主流であった当時の土壌観を変革させた。
1914年の百科事典では、土壌は「岩石の破砕、あるいは風化などによって形成された」 ものとされる。しかしドクチャーエフよって、土壌は生物などを介した過程によって変化している地球上の物質であるものであるという概念がもたらされた。逆に言えば、生物などの介在しない土壌は単なる地球の表層部分であるということである。
日本における土壌学は、明治期のお雇い外国人教師のイギリス人E. Kinchとドイツ人 O. Kellnerによってもたらされた農芸化学と、同じくドイツ人マックス・フェスカによる「土性調査」とその基礎にあった農業地質学に端を発する。
日本における土壌学の発展には、1927年に設立された日本土壌肥料学会（JSSSPN）が中心的な学術団体の一つとして活動してきた。同会は学術雑誌の発行や研究発表会を通じて、土壌の物理・化学・生物学的特性、土壌肥沃度、肥料に関する研究を推進し、日本の農業生産と環境保全に貢献している。

## 研究内容
土壌学の研究内容は多岐にわたり、以下の分野が含まれる。

### 土壌学の各分野
- 環境土壌学（英語版）: 土壌と環境の相互作用を研究する分野で、土壌汚染の修復や持続可能な農業における土壌管理が主な課題となる。
- ペドロジー（英語版）: 土壌の生成、構造、化学的特性、形態、分類を扱う。
  - ペドメトリックス（英語版）: 統計学的手法を用いて土壌の空間分布や特性を解析する。
  - 土壌生成 (ペドジェネシス)（英語版）: 土壌が形成されるプロセスと要因を研究する。
  - 土壌多様性（英語版）: 土壌の多様性とそのパターン、形成要因について研究する。
  - 土壌形態学
    - 土壌微形態学

  - 土壌分類
    - USDA土壌分類
- 土壌生物学（土壌生物学）: 土壌に生息する生物（微生物、動物）とその生態系サービスを研究する。
  - 土壌微生物学
- 土壌化学（英語版）: 土壌中の化学反応や物質循環を研究する。
  - 土壌生化学
  - 土壌鉱物学
- 土壌物理学（土壌物理学）: 土壌の物理的特性（水、空気、熱の動きなど）を研究する。
  - 土壌伝達関数（英語版）（PTF、土壌伝達関数（英語版））: 土壌の基本特性から他の物理特性を推定する関数。
  - 土質力学
  - 土木工学
- 水文土壌学（英語版）: 土壌と水の相互作用、特に水分移動や土壌水分の保持を研究する。
- 栽培土壌学（英語版）: 植物の成長と土壌の関係、および土壌の農業的利用を研究する。
- 土壌調査

### 土壌学が応用される分野
- 土壌を用いた廃棄物の活用
  - 浄化システム
  - 厩肥
  - 汚泥処理
- 危機に瀕した区域の特定と環境保護
  - 湿地、流域
  - 環境変動の影響を受けやすい土壌
  - 生物多様性、生息地保護の観点からみて重要である土壌
- 土地利用の管理
  - 林学
  - 農耕学
    - 肥料管理
    - 灌漑設備

  - 放牧
- 水質管理
  - 豪雨管理
  - 堆積物と侵食の制御
- 損傷を受けた土壌の復元、レメディエーション
  - 鉱山の再生利用
  - 洪水、豪雨による浸食
  - 土壌汚染
- 維持可能な資源利用
  - 表土の保全

## 関連人物
- 大杉繁
- ヴァシーリー・ドクチャーエフ